# Vengi

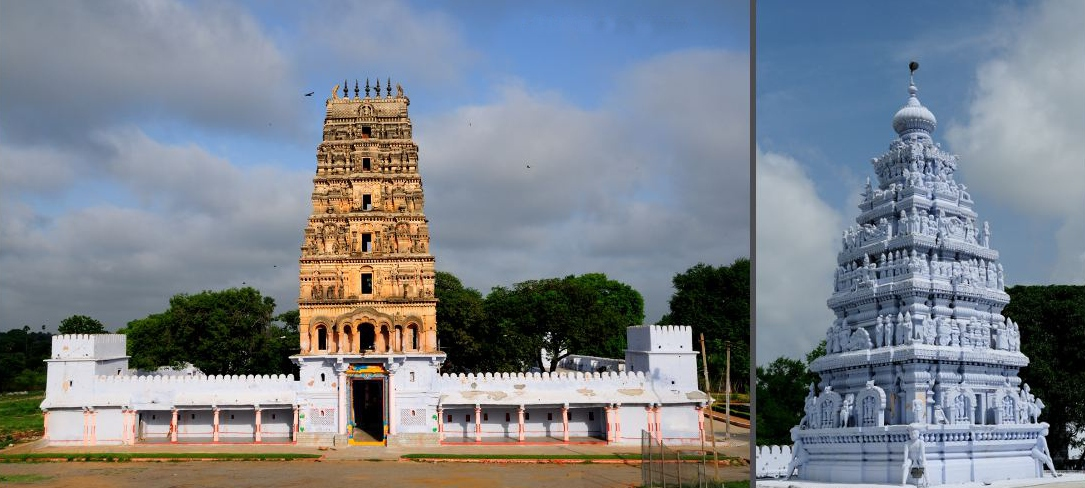
Templo del Reino Vengi.

Vengi (en télugu: వేoగి: వేoగి) fue un reino que se extendía desde el río Godavari en el norte del monte Mahendragiri en el sureste y a sur tras los bancos del río Krishna en el sur de la India. Esta área era parte de Kalinga hasta que el reino estuvo conquistado por el Emperador Ashoka del Imperio Mauryan a mitad del siglo III a. C. Después de que el Imperio Mauryan se colapsase en 185, la región estuvo dominada por el Satavahanas. Sobre el año 300, el Andhra Ikshvakus estuvo reemplazado por el Salankayanas, que era vasallo de Pallavas en India del Sur. En el siglo V, el Salankayanas estuvo anexionado a Vishnukundinas.

## Historia
El rey Pulakesin II de Chalukya conquistó Vengi de Vishnukundinas en el siglo VII y coronó a su hermano Kubja Vishnuvardhana como virrey. Finalmente estableció la dinastía de Chalukya Oriental. Chalukya Oriental fue primeramente conquistado por Cholas bajo Raja Raja Chola I (985-1014) y posteriormente se anexionó al Imperio Chola a través de la alianza marital entre Cholas y Chalukyas Oriental. Durante el reinado de Kulothunga Chola I, el reino de Vengi consiguió anexionar al Imperio Chola.

### Periodo Satavahana
El territorio de Vengi era parte del imperio Ashoka y Satavahanas era el feudatario Mauryan que administraba el área. Tras la muerte de Ashoka y la disminución del Mauryas, Satavahana Simuka estableció la dinastía Satavahana, el cual incluyó el Magadha y Bengal. El Satavahanas permaneció durante los próximos cuatrocientos años tras el Pallavas y Chalukya Oriental tomó control del reino.

### Cholas
Vengi Era parte de reino de Cholas durante el siglo XII. Chalukyas Occidental bajo el reinado de Vikramaditya VI ocupó Vengi en 1118, pero el Cholas bajo Vikrama Chola recuperó Vengi del  monarca de Chalukya, Someshvara III en 1126-27 con la ayuda del Velanati Chodas de Tsandavolu.

### Reinos más tardíos
Entre 1135 y 1206, muchos otros reinos menores gobernados sobre partes de Andhra Pradesh aceptaron la autoridad del Velanati Cholas. En 1208, Vengi era parte del imperio Kakatiya y más tarde fue parte del Imperio Vijayanagara en el siglo XIV.